# Chantal Langlacé
Chantal Langlacé (née le 6 janvier 1955 à Amiens) est une athlète française, adepte de la course de fond et d'ultrafond. Elle réalise deux records du monde sur le marathon en 1974 et en 1977. Elle réalise également un record du monde sur le 100 km en 1980. En 1982 et 1984, elle est championne de France de marathon et en 1984, championne de France des 100 km.

## Biographie
Chantal Langlacé commence la course à pied en primaire. À l'âge de 13 ou 14 ans, son professeur d’éducation physique la repère et l'amène à son club où elle rencontre des athlètes qui pratiquent plutôt la course de fond. Elle réalise sa première course de fond avec le Sedan-Charleville, alors que la Fédération française d'athlétisme ne souhaite pas « ouvrir » aux femmes la pratique des courses sur route. Ainsi, elle prend le départ dans une tenue masculine afin de déjouer la surveillance des officiels,, et sous un nom de garçon,.
En 1973, à 18 ans, elle court son premier marathon à Neuf-Brisach en 3 h 10 min 44 s et réalise la meilleure performance française, dans l'esprit du mouvement Spiridon qui défend la course pour les femmes,. Chantal Langlacé réalise la meilleure performance mondiale du marathon une première fois le 27 octobre 1974 à Neuf-Brisach en 2 h 46 min 26 s. En septembre 1975, elle bat le record du monde des 30 km sur piste à Saint-Maur-des-Fossés en 2 h 2 min 29 s,. Le 1er mai 1977, à Oiartzun en Espagne, elle établit une nouvelle meilleure performance mondiale sur le marathon en 2 h 35 min 15 s et la conserve cinq mois,.
En 1980, Chantal Langlacé bat le record du monde des 100 km en 7 h 27 min 22 s aux 100 km du Val de Somme,. À noter toutefois que la distance de l'époque n'était pas certifiée et que ce record est contesté,. Elle participe lors des championnats du monde à Helsinki, le 7 août 1983, mais ne termine pas le marathon.
Chantal Langlacé est championne de France de marathon en 1982 et 1984. En juin 1984, elle devient championne de France des 100 km, puis en octobre, elle bat le record de l'épreuve du Sedan-Charleville pour sa deuxième participation en 1 h 25 min 38 s, record qu'elle conservera pendant 25 ans,,. En 1986, elle est championne de France des 25 km en réalisant 1 h 29 min 55 s.
En 1999, elle devient la créatrice et l'organisatrice de l'Amiénoise, le 10 km féminin le plus important du Nord de la France et qui a pour but la reconnaissance des femmes dans le sport. La dernière édition a rassemblé plus de 8 000 coureurs et coureuses,,. En 2014, faute de soutiens la course est abandonnée, puis remplacée par la Jules Verne,.
Entre 2011 et 2018, Chantal Langlacé est plusieurs fois championne de France ou vice championne de France dans sa catégorie d'âge, du 10 km, du semi-marathon et du marathon.

## Palmarès
Statistiques de Chantal Langlacé d'après la Fédération française d'athlétisme (FFA), la Deutsche Ultramarathon-Vereinigung (DUV) et Planète Marathon :
| Année | Événement                                          | Lieu             | Rang    | Temps           | Record |
| ----- | -------------------------------------------------- | ---------------- | ------- | --------------- | ------ |
| 1973  | Marathon de Neuf-Brisach                           | Neuf-Brisach     | 1re     | 3 h 10 min 44 s | France |
| 1974  | Marathon de Neuf-Brisach                           | Neuf-Brisach     | 1re     | 2 h 46 min 24 s | Monde  |
| 1975  | 30 km sur piste                                    | Saint-Maur       | 1re     | 2 h 2 min 29 s  | Monde  |
| 1976  | Marathon de Neuf-Brisach                           | Neuf-Brisach     | 1re     | 2 h 44 min 40 s |        |
| 1977  | Marathon d'Oyarzun                                 | Oiartzun         | 1re     | 2 h 35 min 15 s | Monde  |
| 1980  | 100 km du Val de Somme                             | Amiens           | 1re     | 7 h 27 min 22 s | Monde  |
| 1981  | Marathon de l'Essonne                              | Corbeil-Essonnes | 1re     | 2 h 39 min 43 s |        |
| 1981  | Marathon de Paris                                  | Paris            | 1re     | 2 h 48 min 24 s |        |
| 1983  | Championnats du monde de marathon                  | Helsinki         | Abandon |                 |        |
| 1984  | 100 km de Migennes                                 | Migennes         | 1re     | 7 h 26 min 1 s  |        |
| 1985  | Marathon de Reims                                  | Reims            | 1re     | 2 h 42 min 18 s |        |
| 1986  | Marathon de Lille                                  | Lille            | 1re     | 2 h 33 min 58 s |        |
| 1987  | Marathon de Lille                                  | Lille            | 1re     | 2 h 41 min 43 s |        |
| 1995  | Championnats du monde de 100 km                    | Winschoten       | Abandon |                 |        |
| 2011  | Championnats de France de semi-marathon            | Bois-Guillaume   | 2e V2   | 1 h 26 min 33 s |        |
| 2012  | Championnats de France de semi-marathon            | Nancy            | 2e V2   | 1 h 25 min 33 s |        |
| 2015  | Championnats de France de marathon                 | Rennes           | 1re V3  | 3 h 0 min 28 s  |        |
| 2015  | Championnats de France de 10 km route              | Aix-les-Bains    | 1re V3  | 40 min 5 s      |        |
| 2015  | Championnats du monde master WMAC de semi-marathon | Lyon             | 1re V3  | 1 h 28 min 25 s |        |
| 2016  | Championnats de France de semi-marathon            | Marcq-en-Barœul  | 1re V3  | 1 h 29 min 33 s |        |
| 2018  | Championnats de France de semi-marathon            | Saint-Omer       | 1re V3  | 1 h 29 min 15 s |        |

## Records personnels
Statistiques de Chantal Langlacé d'après la Fédération française d'athlétisme (FFA), le site de la commission de la documentation et de l'histoire et l'Association of Road Racing Statisticians (ARRS) :
- 3 000 m : 9 min 38 s 01 en 1977
- 5 km : 19 min 25 s en 2011
- 10 km : 34 min 35 s en 1984
- 15 km : 1 h 2 min 52 s en 2012
- 20 km route : 1 h 23 min 27 s en 2012
- 25 km route : 1 h 29 min 55 s en 1986
- Semi-marathon : 1 h 18 min 36 s en 1995
- Marathon : 2 h 33 min 58 s au marathon de Lille en 1986[25]
- 100 km route : 7 h 26 min 1 s aux 100 km de Migennes en 1984[24]

## Activités annexes
Elle a été professeur d'EPS au lycée privé Sacré-Cœur d'Amiens, avant de prendre sa retraite le 29 février 2016.